# Pharos van Alexandrië

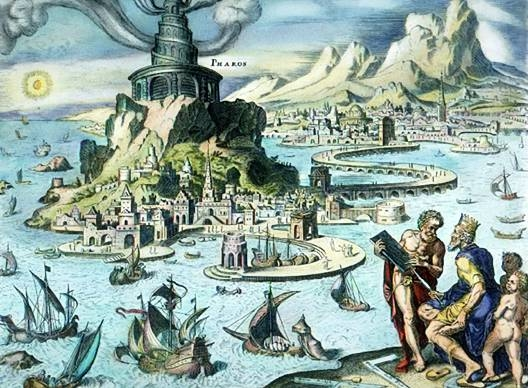
De Pharos van Alexandrië, afgebeeld door de 16e-eeuwse Nederlandse schilder Maarten van Heemskerck

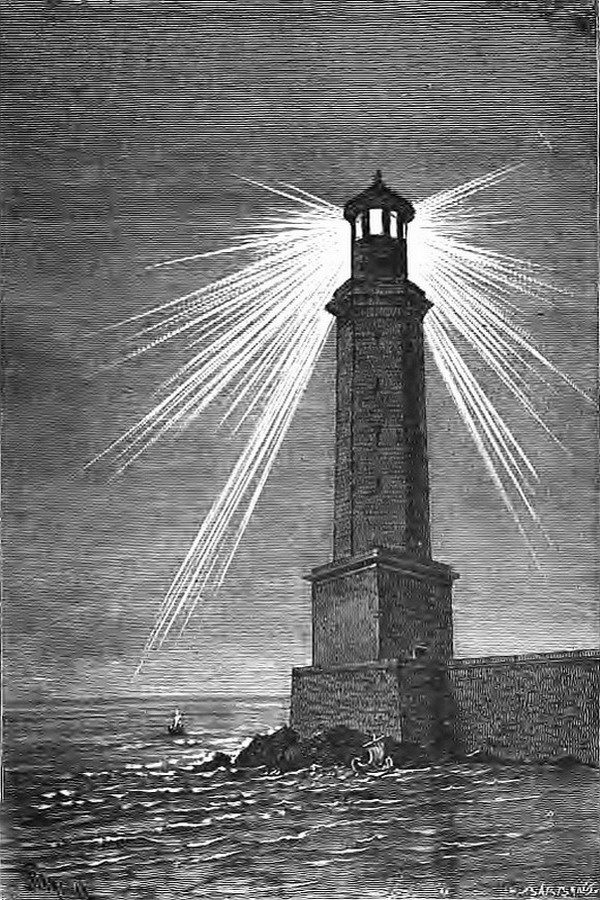
De Pharos van Alexandrië, gravure uit de 19e eeuw

De Pharos in Alexandrië (Grieks: Φάρος της Ἀλεξανδρείας, Latijn: Turris Pharia of Pharus Alexandrinus) wordt algemeen beschouwd als een van de zeven klassieke wereldwonderen. De toren droeg dezelfde naam als het kleine eilandje voor de kust van Alexandrië, waarop hij gebouwd was.

## Bouwopdracht en constructie

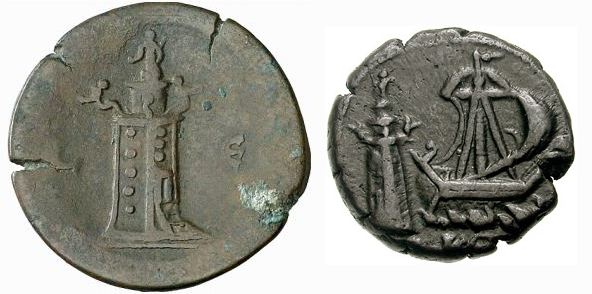
Halve drachme van de Romeinse keizer Antoninus Pius met de pharos en tetradrachme van de keizer Commodus met de pharos en een zeilschip.

Voor zover bekend was het de eerste vuurtoren die ooit werd gebouwd en dit gebeurde door Sostratos van Knidos in opdracht van de eerste hellenistische koning van Egypte Ptolemaeus I Soter I en kwam gereed tijdens de regering van zijn zoon Ptolemaeus II Philadelphus. De toren werd tussen 297 en 283 v.Chr. gebouwd en heeft bijna 1500 jaar dienstgedaan voor achtereenvolgens de Grieken, Romeinen, Byzantijnen en Arabieren.
Omdat de kust van Egypte geen natuurlijke bakens had, deed de toren overdag als baken en (vanaf de eerste eeuw v.C.) 's nachts als vuurtoren dienst. Het was de grootste vuurtoren in de oudheid, uit witte natuursteen en wit marmer opgetrokken in drie verdiepingen: een vierkante basis, daarboven een achthoekige constructie en ten slotte een ronde bekroning. Waarschijnlijk stond helemaal bovenaan een reusachtig godenbeeld, van de zonnegod Helios. Het vuur was op 80 km afstand zichtbaar. Als brandstof diende wellicht olie. Platen van glanzend gepoetst ijzer of brons kaatsten als spiegels het licht van de vlammen richting zee. De schattingen van de totale hoogte lopen uiteen: bronnen uit de oudheid gewagen van 130 en van 180m hoog.  

## Mogelijke archeologische restanten
Volgens Arabische en Europese reisverhalen deed de vuurtoren dienst tot ongeveer 1375 toen een zware aardbeving de bovenste helft met de lichtinstallatie in zee liet storten. Daarna werd de toren niet meer gerepareerd. Tegen de 15e eeuw was hij vervallen tot een ruïne. De resterende eerste etage werd in de 16e eeuw verwerkt in een fort dat nu nog altijd op Pharos staat.
Door de eeuwen heen is het eilandje waarop de toren stond een schiereiland geworden vanwege aanslibbing vanuit de Nijl. In 1994 begon een Frans/Egyptische duikersploeg het gebied te onderzoeken en ontdekte grote steenblokken in zee die waarschijnlijk onderdelen waren van de vuurtoren.
In veel talen is de naam van het eiland overgegaan naar die van een 'lichtbaken' of 'vuurtoren', maar ook op de koplampen van een voertuig.